# Myioborus albifacies
Mariquita-de-faces-brancas ou mariquita-de-cara-branca (Myioborus albifacies) é uma espécie de ave da família Parulidae.
É endémica da Venezuela.
Os seus habitats naturais são: regiões subtropicais ou tropicais húmidas de alta altitude.